# Lepidodexia modulata
Lepidodexia modulata är en tvåvingeart som först beskrevs av Wulp 1895.  Lepidodexia modulata ingår i släktet Lepidodexia och familjen köttflugor. Inga underarter finns listade i Catalogue of Life.